# Orlando Lübbert
Orlando Lübbert (Santiago, 1 de diciembre de 1945) es un director de cine y guionista chileno. Es conocido por su película Taxi para tres.

## Filmografía

### Largometrajes
| Año  | Título         | Dirección | Guion | Montaje | Producción |
| ---- | -------------- | --------- | ----- | ------- | ---------- |
| 1978 | Der Übergang   | ✓         | ✓     |         |            |
| 1987 | Die Kolonie    | ✓         | ✓     |         |            |
| 2001 | Taxi para tres | ✓         | ✓     |         | ✓          |
| 2013 | Cirqo          | ✓         | ✓     |         | ✓          |

### Documentales
| Año  | Título                                   | Dirección | Guion | Montaje | Producción |
| ---- | ---------------------------------------- | --------- | ----- | ------- | ---------- |
| 1975 | Los puños frente al cañón                | ✓         | ✓     |         |            |
| 1979 | Aufenthalt auf Erden                     | ✓         |       |         |            |
| 1983 | Chile, donde comienza el dolor           | ✓         | ✓     | ✓       | ✓          |
| 1989 | Cuando las imágenes van a la escuela     | ✓         | ✓     |         |            |
| 1992 | Correcto, o el alma en tiempos de guerra | ✓         | ✓     | ✓       | ✓          |
| 1997 | Chile, la herida abierta                 | ✓         | ✓     |         | ✓          |
| 2015 | El sueño de Bolívar                      | ✓         |       |         |            |

### Cortometrajes
| Año  | Título                       | Dirección | Guion | Montaje | Producción |
| ---- | ---------------------------- | --------- | ----- | ------- | ---------- |
| 2007 | La rebelión de los pinguinos |           | ✓     |         |            |

## Premios y distinciones
Festival Internacional de Cine de San Sebastián
| Año  | Categoría     | Película       | Resultado |
| ---- | ------------- | -------------- | --------- |
| 2001 | Concha de Oro | Taxi para tres | Ganador   |

## Publicaciones
- Guion para un cine posible (2009)

## Literatura
- Orlando Lübbert. En: Rolf Richter (ed.): Directores de largometrajes de la DEFA y sus críticos. Volumen 2. Henschelverlag, Berlín 1983, p. 303.